# Taxile Doat
Pour les articles homonymes, voir Doat.

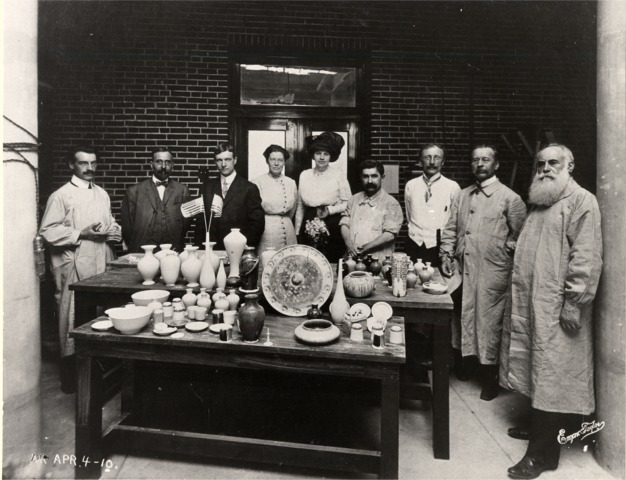
Taxile Doat (à droite) parmi d'autres à l'Académie des Arts de l'Université populaire (maintenant Lewis Center) à l'University City au Missouri, célébrant son premier four à haute cuisson en avril 1910

Taxile Doat, né à Albi le 4 mars 1851 et mort à Sèvres le 9 mai 1938, est un céramiste et peintre français principalement actif en France et aux États-Unis, connu pour son expérimentation sur la porcelaine de grand feu et ses grès utilisant la technique pâte-sur-pâte. Son livre sur Les Céramiques de grand feu, publié en 1905, a facilité la diffusion internationale de ses découvertes. Son influence est manifeste dans les types de glaçures et les pratiques utilisées dans les ateliers de céramique au XXe siècle.

## Biographie
Doat travaille à la Manufacture nationale de Sèvres de 1877 à 1905, participant à l'introduction du style art nouveau. À partir de 1895, il commence à travailler dans la maison du 47 rue Brancas, à Sèvres. Les céramiques de son atelier sont différentes des pièces produites à la manufacture de Sèvres. Il remplace les motifs traditionnels (guirlandes, dieux, draperies) par de nouvelles formes dérivées du japonisme qui influence la céramique artistique en France dans les années 1890. Il commence également à produire des formes organiques à base de courge, tout en employant les nouveaux émaux de grand feu qu'il a inventé.
Il expose aussi au Salon des artistes français et y obtient en 1890 une mention honorable. Hors-concours et chevalier de la Légion d'honneur, il présente à la Société nationale des beaux-arts de 1929 une vitrine contenant des porcelaines dures et des grès flammés décorés d'émaux et camées. 
En 1909, Doat est avec Frédéric Hurten Rhead et Adelaïde Alsop Robineau, l'un des trois leaders internationaux de la céramique, recruté comme professeur à l'Art Academy and Porcelain Works, fondée à L'University City, une banlieue de Saint-Louis. Edward Gardner Lewis, le fondateur d'University City, fait faillite en 1911 et n'est plus en mesure d'aider l'atelier de céramique. Doat continue cependant la production de céramique de 1912 à 1914.